# Henri Deberly

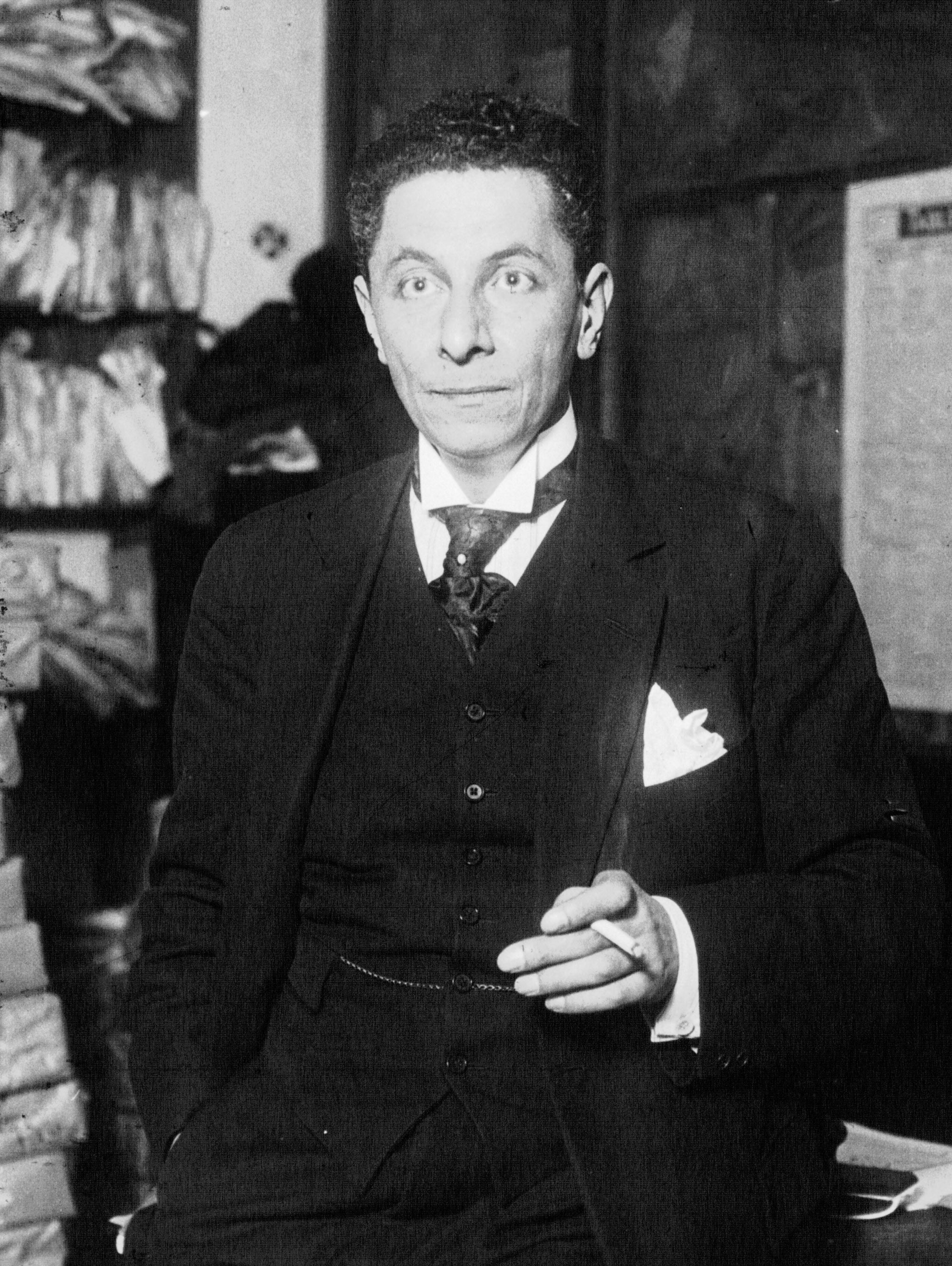
Henri Deberly

Henri Deberly (* 28. Mai 1882 in Amiens; † 28. März 1947 in Viroflay)  war ein französischer Schriftsteller und Journalist. 1926 erhielt er den  Prix Goncourt für den Roman Le supplice de Phèdre. 
Er war der Sohn des Politikers Albert Deberly (1844–1888), der Deputierter der Somme in der Nationalversammlung war. Deberly veröffentlichte 1911 sein erstes Buch, eine Gedichtsammlung.

## Werke (Auswahl)
- Un homme et un autre 1920
- L'Impudente, La Nouvelle Revue française
- Prosper et Broudilfagne 1924
- Pancloche, 1925
- L'Ennemi des siens, Nouvelle Revue Française 1925
- Le supplice de Phèdre, Paris, Nouvelle revue française 1926
- Luce et Thierry, Nouvelle Revue Française 1927
- Tombes sans lauriers, Nouvelle Revue Française 1929
- Auguette Le Main, Nouvelle Revue Française 1930
- L'agonişant, Gallimard 1931
- La Maison des trois veuves, Gallimard 1935
- La Comtesse de Farbus, Gallimard 1937
- La Pauvre Petite Madame Chouin, 1939